# Sport-Union Neckarsulm
Sport-Union Neckarsulm ist ein Sportverein aus dem baden-württembergischen Neckarsulm im Landkreis Heilbronn in Deutschland.

## Geschichte

Altes Logo

Sport-Union Neckarsulm entstand am Neujahrstag 2009 als Neckarsulmer Sport-Union durch Fusion der Sportvereinigung Neckarsulm 1946 mit den Sportfreunden Neckarsulm. Die Sport-Union besteht aus 15 Abteilungen der Sportarten Badminton, Basketball, Boxen, Fußball, Handball, Kanusport, Karate, Kickboxen, Leichtathletik, Rugby, Schwimmsport, Tischtennis, Triathlon, Turnen und Volleyball. Der Name spielt auf die NSU Motorenwerke an, den Vorläufer der Audi AG.
Obwohl die Abkürzung „NSU“ regional und in Bezug auf die Stadt Neckarsulm eine lange Tradition hat, sah sich die Neckarsulmer Sport-Union 2021 gezwungen, wegen den Assoziationen zu rechtsextremen Organisationen (siehe NSU) ihren Namen und ihr Logo zu ändern. Das alte zeigte prägnant diese drei Buchstaben.

## Fußball

### Geschichte
Durch die Finalteilnahme im WFV-Pokal 2012/13 und den Ausschluss von Dynamo Dresden wegen Fan-Ausschreitungen qualifizierte sich die erste Fußballmannschaft der Neckarsulmer Sport-Union für die erste Runde des DFB-Pokals 2013/14, in welcher sie im Frankenstadion Heilbronn dem Zweitligisten 1. FC Kaiserslautern mit 0:7 unterlag. 2013 stiegen die Fußballer der Neckarsulmer SU in die Verbandsliga Württemberg auf. Bereits drei Jahre später folgte der Aufstieg in die Oberliga Baden-Württemberg. 2023 stieg der Klub wieder aus der Oberliga ab, 2024 stand man auch in der Verbandsliga auf einem Abstiegsrang und tritt damit in der Saison 2024/25 in der Landesliga Württemberg an.
Der spätere Bundesligatrainer Dietrich Weise begann seine Trainerlaufbahn beim Vorgängerverein SpVgg Neckarsulm und wurde 1967 von Otto Knefler, dem damaligen Trainer des 1. FC Kaiserslautern, als Assistenztrainer abgeworben.

### Erfolge
- Meister der Verbandsliga Württemberg: 2016
- Aufstieg in die Oberliga Baden-Württemberg: 2016
- Aufstieg in die Verbandsliga Württemberg: 2013
- 1. Hauptrunde DFB-Pokal 2013/14 (0:7 gegen den 1. FC Kaiserslautern)
- Endspielteilnahme im WFV-Pokal 2012/13 (1:3 gegen den 1. FC Heidenheim)

## Handball

### Damen
Die erste Frauenhandballmannschaft stieg souverän mit 48:4 Punkten und nur zwei Niederlagen in 26 Spielen als Meister der Staffel Süd der 3. Liga zur Saison 2013/14 unter Trainer Emir Hadzimuhamedovic in die 2. Bundesliga auf. Zwei Spielzeiten später gewann Neckarsulm dort die Meisterschaft mit 53:7 Zählern, wodurch die Mannschaft in die Bundesliga aufstieg.

#### Kader für die Saison 2025/26
| Nr. | Nat.        | Name                | Position | Geburtstag | Größe  | seit | Letzter Verein             |
| --- | ----------- | ------------------- | -------- | ---------- | ------ | ---- | -------------------------- |
| 12  | Norwegen    | Johanna Fossum      | TW       | 25.01.2003 | 1,74 m | 2024 | Sola HK                    |
| 29  | Osterreich  | Lena Ivančok        | TW       | 29.03.2001 | 1,84 m | 2023 | ŽRK Lokomotiva Zagreb      |
| 5   | Deutschland | Kim Hinkelmann      | KM       | 16.10.2001 | 1,83 m | 2023 | Holstebro Håndbold 90      |
| 7   | Norwegen    | Angunn Gudmestad    | Rückraum | 08.05.2001 | 1,67 m | 2024 | Aker Topphåndball          |
| 11  | Niederlande | Annefleur Bruggeman | RL       | 23.07.1997 | 1,81 m | 2022 | Bayer Leverkusen           |
| 13  | Deutschland | Alicia Soffel       | RL       | 11.02.1999 | 1,76 m | 2025 | HSG Bensheim/Auerbach      |
| 14  | Tschechien  | Kamila Kordovská    | RL       | 04.12.1997 | 1,79 m | 2025 | Handball Plan-de-Cuques    |
| 17  | Niederlande | Lynn Holtman        | RM       | 07.07.2004 | 1,75 m | 2024 | Westfriesland SEW          |
| 19  | Niederlande | Iva van der Linden  | RA       | 19.04.1998 | 1,78 m | 2024 | Boden Handboll             |
| 21  | Schweiz     | Alessia Riner       | RM       | 08.01.2004 | 1,70 m | 2023 | LK Zug                     |
| 22  | Deutschland | Meret Ossenkopp     | RA       | 21.06.1998 | 1,75 m | 2025 | HL Buchholz 08-Rosengarten |
| 23  | Belgien     | Munia Smits         | RL       | 23.12.1999 | 1,78 m | 2022 | HSG Bad Wildungen          |
| 39  | Frankreich  | Merle Albers        | KM       | 19.04.2004 | 1,84 m | 2025 | Palente Besançon Handball  |
| 58  | Deutschland | Lilli Holste        | RR       | 25.04.2001 | 1,78 m | 2024 | HSG Bensheim/Auerbach      |
| 59  | Deutschland | Antje Döll          | LA       | 03.10.1988 | 1,70 m | 2025 | HB Ludwigsburg             |
| 78  | Polen       | Paulina Uścinowicz  | RL       | 16.10.1999 | 1,83 m | 2025 | HSV Solingen-Gräfrath      |

#### Trainerstab für die Saison 2024/25
| Nat.        | Name           | Position        | seit | Letzter Verein     |
| ----------- | -------------- | --------------- | ---- | ------------------ |
| Deutschland | Thomas Zeitz   | Trainer         | 2023 | VfL Waiblingen     |
| Deutschland | Gernot Drossel | Co-Trainer      | 2024 | GC Amicitia Zürich |
| Deutschland | Oliver Rieth   | Torwart-Trainer | 2025 |                    |

#### Transfers zur Saison 2025/26
| Zugänge                | Zugänge            | Zugänge                    |
| Nation                 | Name               | abgebender Verein          |
| ---------------------- | ------------------ | -------------------------- |
| Deutschland            | Alicia Soffel      | HSG Bensheim/Auerbach      |
| Deutschland            | Meret Ossenkopp    | HL Buchholz 08-Rosengarten |
| Polen                  | Paulina Uścinowicz | HSV Solingen-Gräfrath      |
| Deutschland            | Merle Albers       | Palente Besançon Handball  |
| Tschechien             | Kamila Kordovská   | Handball Plan-de-Cuques    |
| Deutschland            | Antje Döll         | HB Ludwigsburg             |
| Stand: 13. August 2025 |                    |                            |

| Abgänge                | Abgänge             | Abgänge                |
| Nation                 | Name                | aufnehmender Verein    |
| ---------------------- | ------------------- | ---------------------- |
| Polen                  | Aleksandra Orowicz  | 1. FSV Mainz 05        |
| Tschechien             | Veronika Andrýsková | DHK Baník Most         |
| Deutschland            | Sinah Hagen         | Karriereende           |
| Deutschland            | Rabea Pollakowski   | SG Schozach-Bottwartal |
| Griechenland           | Vasiliki Gkatziou   | Ziel unbekannt         |
| Osterreich             | Stefanie Kaiser     | Karriereende           |
| Stand: 18. August 2025 |                     |                        |

### Erfolge
- Aufstieg in die Handball-Bundesliga (Frauen): 2016
- Meister der 2. Handball-Bundesliga (Frauen): 2016
- Aufstieg in die 2. Handball-Bundesliga (Frauen): 2013
- Meister der 3. Liga (Frauen-Handball): 2013

SG Neckarsulm (Männer)
- Aufstieg in die Regionalliga Süd (3. Liga) 1989

## Rugby
Die Rugby-Abteilung schaffte 2017 den Aufstieg in die 1. Bundesliga.

## Schwimmen
Die erste Herrenmannschaft der Schwimmer geht in der 1. Bundesliga Start, die Damenmannschaft in der Oberliga.
2016 konnte die Neckarsulmer Sport-Union einen Schwimmer zu den Olympischen Sommerspielen schicken, 2020 waren es 4. Clemens Rapp startete über 400 m Freistil und in der 4 × 200-m-Freistilstaffel der Männer, bei der diese den 6. Platz belegte.
Auch Daniel Pinneker qualifizierte sich 2017 für die Juniorenweltmeisterschaften.
Des Weiteren starteten in der Saison 2016/17 mehrere Sportler bei deutschen Meisterschaften, deutschen Jahrgangsmeisterschaften und süddeutschen Meisterschaften.

## Triathlon
Nach dem Aufstieg in die Bundesliga ging die Neckarsulmer Sport-Union in der Saison 2017 unter dem Team-Namen Fujitsu Team Neckarsulm in der Triathlon-Bundesliga an den Start. Zum Kader des Teams gehören Tobias Huber, Benjamin Nagel, Michael Röhm, Hannes Bitterling, Thomas Braun, Matthias Braun und Jakob Urbez.

## Tischtennis
In der Saison 2018/19 treten sowohl die 1. Herrenmannschaft als auch die 1. Damenmannschaft in der 2. Tischtennis-Bundesliga an. 2025 zog der Verein aus finanziellen Gründen die Herrenmannschaft aus der 3. Bundesliga zurück.